# بي ام دبليو 801
BMW 801 محرك طائرة شعاعي ألماني قوي 41.8 لتر (2,550 بوصة3) 14 أسطوانة مبرد بالهواء تم بناؤه بواسطة بي إم دبليو واستخدم في عدد من طائرات لوفتفافه الألمانية في الحرب العالمية الثانية. كان المحرك الشعاعي الأكثر إنتاجًا لألمانيا في الحرب العالمية الثانية بأكثر من 61000 بنيت.

## التصميم والتطوير

### التصاميم السلف
في ثلاثينيات القرن العشرين، حصلت بي أم دبليو على ترخيص لبناء محركات برات آند ويتني آر-1690 هورنت. بحلول منتصف الثلاثينيات، قدموا نسخة محسنة، بي إم دبليو 132. تم استخدام بي أم دبليو 132 على نطاق واسع، وأبرزها على يونكر يو 52، التي كانت تعمل بها طوال معظم عمر هذا التصميم.
في عام 1935، قامت وزارة طيران الرايخ بتمويل النماذج الأولية لتصميمتين شعاعيتين أكبر بكثير، أحدهما من برامو، و برامو 329، والآخر من بي أم دبليو، بي ام دبليو 139. استخدم تصميم بي ام دبليو العديد من المكونات من بي ام دبليو 132 لإنشاء محرك من صفين ب14 أسطوانة، [بحاجة لمصدر] تزود 1،529 حصان و1،140   كيلوواط). بعد أن اشترت بي أم دبليو برامو في عام 1939، تم دمج كلا المشروعين في بي أم دبليو 801، والتعلم من المشاكل التي تمت مواجهتها في كلا المشروعين.